# Biskra
Biskra (àrab: بسكرة, Biskra; amazic: , Tibeskert) és una ciutat d'Algèria, capital de la província de Biskra. El 2007 la seva població era de 207.987 habitants. Està situada en un oasi a la vora del uadi Biskra. El seu cultiu principal són els dàtils. Té un clima molt suau a l'hivern (mínima 11 graus)m però calorós a l'estiu (33 °C de mitjana). El palmerar cobreix 1200 hectàrees amb més de 150000 palmeres i milers d'arbre fruiters. Hi ha una antiga fortalesa turca i diversos poblets com Msid, Bab al-Dord, Ras al-Guerria, Sidi Barkat, Medjeniche i Gueddacha, però Biskra és el principal centre. El conjunt de l'oasi es diu Ziban. La població el 1950 era de 52.500 habitants.
Fou la clàssica Vescera un dels fortins romans del limes; no fou ocupat pels romans d'Orient. Apareix esmentada al segle ix com a posició dels aglàbides igual que la província del Zab que tenia per capital a Tubna. Sota els hammadites era una ciutat autònoma governada per un consell de xeics, amb dues famílies dirigents que es disputaven la preeminència, els Banu Rumman els Banu Simdi. Al-Bakrí en descriu el seu bonic aspecte i prosperitat. A la rodalia vivien amazics Maghrawa i Sadrata, i la ciutat tenia unes muralles. Al segle xii va substituir Tubna. El Zab fou ocupat pels àrabs Atbedj del grup dels Banu Hilal i els Banu Muzni van intentar substituir en l'hegemonia als Banu Rumman cosa que van aconseguir al segle xiii amb el suport dels hàfsides; Biskra va esdevenir la capital de la regió sud-oest dels dominis hàfsides, però en la pràctica la capital d'un emirat independent, on les caravanes del Sàhara arribaven per portar el seu productes i comprar els productes locals. Al segle xiv els Bau Muzni es van revoltar algunes vegades contra els hàfsides i en favor dels emirs de Bugia, de Tlemcen i de Fes. El 1402 l'emir Abu Faris Abd al-Aziz ben Ahmad III va restablir l'autoritat hàfsida sobre Biskra i el darrer Banu Muzni fou fet presoner i substituït per un cadi designar per l'emir hàfsida.
A la virtual caiguda dels hàfsides al final del segle xv, els àrabs Dawawida van prendre el poder local. Els turcs hi van fer dos expedicions, el 1542 dirigida per Hasan Agha, i el 1552 dirigida per Salah Rais, la van dominar i hi van construir un fortí. El poder local va quedar en mans de la família dels Bu Ukkaz que portaven el títol de Shaykh al-Arab. Al segle xviii el bey de Constantina els va oposar una família rival, els Banu Gana, i la rivalitat va portar lluites que van buidar la ciutat poblant els petits centres de l'oasi.
Quan els francesos van desembarcar el 1830 la rivalitat continuava. Farhat ibn Said dels Banu Ukkaz es va aliar a Abd el-Kader però els Banu Gana van donar suport a França (1838) just l'endemà de la conquesta francesa de Constantina. El duc d'Aumale va entrar a Biskra el 1844 i s'hi va establir una guarnició permanent (1845). També es va construir un fortí a l'antiga kasba. Els Banu Gana van quedar com a família principal ocupant la major part dels llocs rellevants. El 1938 els Banu Gana i els Banu Ukkaz es van reconciliar.
Inicialment fou centre d'un cercle administratiu i més tard incorporada al territori militar de Touggourt. El 1956 es va crear el departament de Batna i Biskra en fou una subprefectura. Va esdevenir capital del departament del seu nom el juny de 1974.